# Aphthonios
Aphthonios von Antiochia (altgriechisch Ἀφθόνιος Ἀντιοχεὺς ὁ Σύρος, latinisiert Aphthonius) war ein spätantiker griechischer Sophist und Rhetoriker. Er lebte in der zweiten Hälfte des 4. Jahrhunderts oder später in Antiochia am Orontes.
Über sein Leben ist nichts bekannt, außer dass er ein Schüler des Libanios und Freund eines Eutropius war, der möglicherweise mit dem gleichnamigen Verfasser des Breviarium ab urbe condita (einer Epitome der römischen Geschichte) zu identifizieren ist. Die von Photios erwähnten schriftlich niedergelegten Übungsreden des Aphthonios sind verloren. Dagegen sind seine Progymnasmata (Προγυμνάσματα) erhalten, ein für Anfänger konzipiertes Buch über die Grundbegriffe der Rhetorik mit erläuternden Beispielen. Anscheinend handelte es sich um eine Einführung in die Techne (Τέχνη) des Hermogenes von Tarsos. Aphthonios’ Stil ist klar und einfach; antike Kritiker loben seinen Attizismus. In der byzantinischen Ära wurden viele Kommentare zu den Progymnasmata verfasst. Das Werk fand als rhetorisches Einführungsbuch vor allem in Deutschland bis ins 17. Jahrhundert häufige Verwendung. Bekannt ist besonders die nach Aphthonios benannte Chria Aphthoniana. Von 1507 bis 1680 wurde er zehn Mal durch zehn verschiedene Übersetzer ins Lateinische übersetzt. Darüber hinaus ist von Aphthonios eine Sammlung von vierzig Fabeln im Stile Äsops erhalten.

## Ausgaben
- Hugo Rabe (Hrsg.). Teubner, Leipzig 1926 (kritische Ausgabe).
- Leonhard Spengel (Hrsg.): Rhetores Graeci. Band 2, 1856, S. 21f. (griechisch; die Paginierung dieser Ausgabe wird seither zur Identifizierung von Textstellen übernommen).
- Rodolphus Agricola, Giovanni Maria Catanaeo (Hrsg.): Aphthonii Progymnasmata. 1655. (lateinisch)
- Daniel Heinsius (Hrsg.): Progymnasmata Apthonii sophistae Graece. 1626. (griechisch-lateinische Synopse)
- Malcolm Heath: Aphthonius Progymnasmata. 1997 (englische Übersetzung).
- George Alexander Kennedy: Progymnasmata: Greek textbooks of prose composition and rhetoric. S. 95f. (englische Übersetzung, books.google.co.uk).
- Ray Nadeau. In: Speech Monographs. 19, 1952, S. 264–285 (englische Übersetzung). Überarbeitete Fassung in: Patricia P. Matsen u. a. (Hrsg.): Readings from Classical Rhetoric. S. 266–288.
- Francesco de Furia (Hrsg.): Fabulae. 1810.